# Critérium du Dauphiné libéré 1993
La 45e édition du Critérium du Dauphiné libéré a lieu du 31 mai au 7 juin 1993. La course est partie de Lyon pour arriver à Aix-les-Bains. Elle a été remportée par le Suisse Laurent Dufaux de l'équipe Once.

## Les étapes
| Étape     | Date   | Villes étapes                                | type                        | Distance (km) | Vainqueur d'étape       | Leader du classement général |
| --------- | ------ | -------------------------------------------- | --------------------------- | ------------- | ----------------------- | ---------------------------- |
| Prologue  | 31 mai | Lyon – Lyon                                  | prologue                    | 4             | Raúl Alcalá             | Raúl Alcalá                  |
| 1re étape | 1 juin | Charbonnières-les-Bains – Guilherand-Granges |                             | 188           | Frédéric Moncassin      | Raúl Alcalá                  |
| 2e étape  | 2 juin | Guilherand-Granges – Saint-Étienne           |                             | 162,5         | Gilbert Duclos-Lassalle | Gilbert Duclos-Lassalle      |
| 3e étape  | 3 juin | Saint-Étienne – Saint-Étienne                | contre-la-montre individuel | 43,5          | Raúl Alcalá             | Raúl Alcalá                  |
| 4e étape  | 4 juin | Vienne – Bonneville                          |                             | 218,5         | Eddy Bouwmans           | Raúl Alcalá                  |
| 5e étape  | 5 juin | Bonneville – Grenoble                        |                             | 191           | Laurent Dufaux          | Laurent Dufaux               |
| 6e étape  | 6 juin | Grenoble – Bourg-Saint-Maurice               |                             | 200           | Oliverio Rincón         | Laurent Dufaux               |
| 7e étape  | 7 juin | Bourg-Saint-Maurice – Aix-les-Bains          |                             | 140           | Cezary Zamana           | Laurent Dufaux               |

## Équipes participantes
Quatorze équipes participent au Critérium du Dauphiné.
| - Amaya-Razesa - Boavista-Recer - Castorama |  | - Chazal-Vetta-MBK - Festina-Lotus - GAN |  | - Gatorade - Histor - La William-Duval |  | - Lotto-Caloi-Mavic - Once - Sicasal-Acral |  | - Subaru-Montgomery - WordPerfect |

## Classement général
|     | Cycliste            | Équipe                     | Temps33             |
| --- | ------------------- | -------------------------- | ------------------- |
| 1er | Laurent Dufaux      | Once                       | en 32 h 11 min 31 s |
| 2e  | Oliverio Rincón     | Amaya-Razesa               | + 3 s               |
| 3e  | Éric Boyer          | GAN-Lemond                 | + 5 min 25 s        |
| 4e  | Jean-Philippe Dojwa | Festina-Lotus              | + 6 min 19 s        |
| 5e  | Richard Virenque    | Festina-Lotus              | + 13 min 16 s       |
| 6e  | Éric Caritoux       | Chazal-Vetta-MBK           | + 13 min 32 s       |
| 7e  | Thierry Claveyrolat | GAN Lemond                 | + 13 min 36 s       |
| 8e  | Raúl Alcalá         | WorldPerfect-Colnago-Decca | + 15 min 22 s       |
| 9e  | Miguel Arroyo       | Subaru-Montgomery          | + 16 min 27 s       |
| 10e | Joaquim Gomes       | Boavista-Recer             | + 20 min 12 s       |